# 相互作用銀河

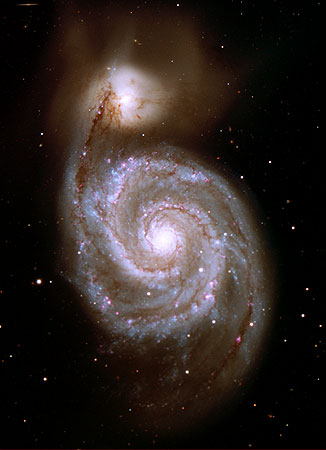
子持ち銀河とその伴銀河NGC 5195

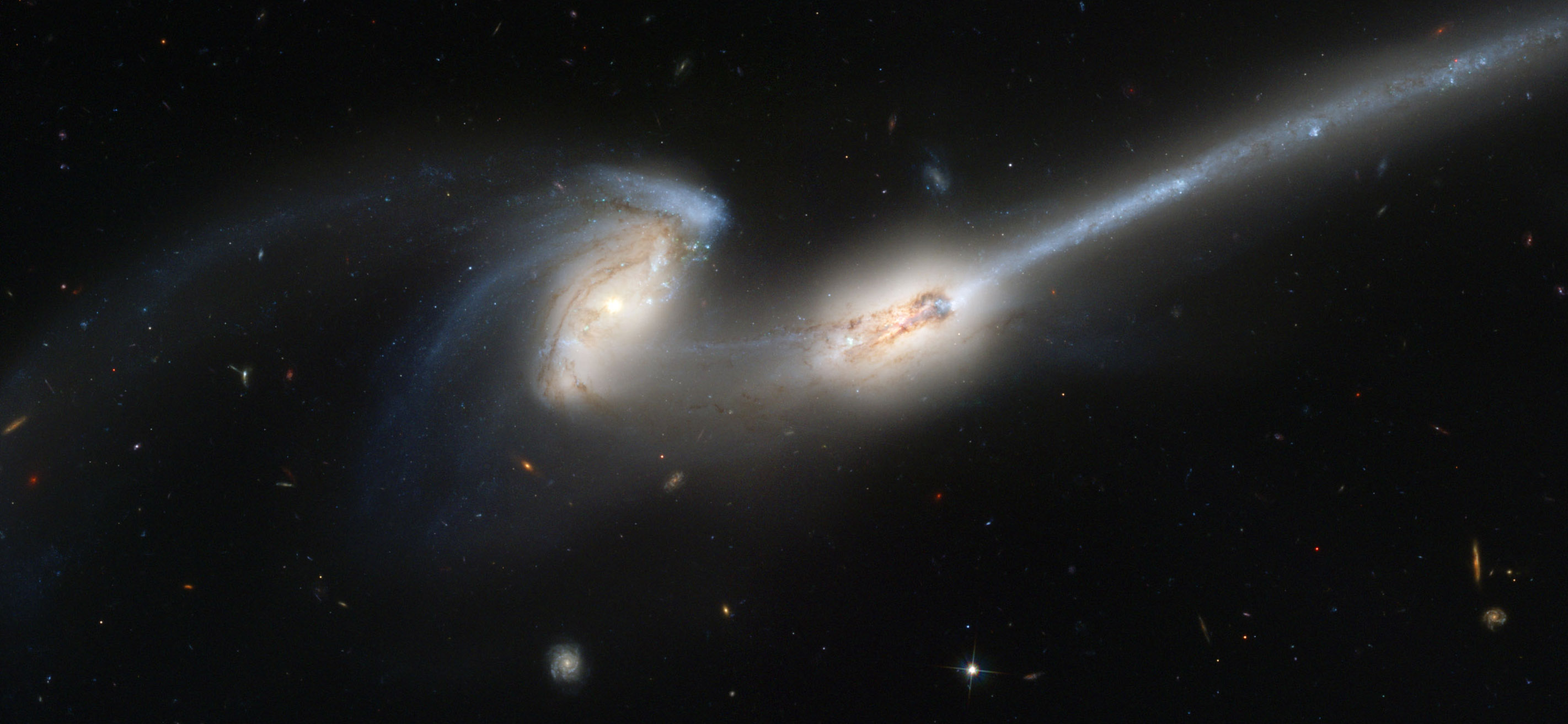
マウス銀河

相互作用銀河（そうごさようぎんが）(interacting galaxy)は、複数の銀河が互いに影響しあっているように見える系のこと。小規模なものでは、渦巻銀河の渦状腕（かじょうわん）の乱れとして、大規模なものでは、銀河の衝突がある。いずれも互いの銀河の重力による相互作用の結果観察される銀河の姿である。

## 小規模な相互作用
天文観測の早い時期から知られているM51では、伴銀河の重力により渦状腕が引き寄せられているのが観測される。ステファンの五つ子銀河では、4つの銀河で潮汐で延びた銀河星雲の尾がつながっているのが観測されている。

## 銀河の衝突
銀河の衝突は、銀河の進化においては比較的頻繁に発生する。銀河の物質が極端に希薄な分布であることにより、衝突は合体を誘発し得る。これが起きるのは、二つの銀河が衝突するとき、また、二つの銀河が衝突後に移動し続けるための十分な運動量がないときである。その代わり、それらは一つの銀河を形作りながら、互いに落ち、そして結局、互いに多くの通り抜けをしたあとに、合体する。衝突している最中の銀河の一方が、他方よりもかなり大きい場合、合体後にほぼ完全な状態を維持する。それは、大きいほうの銀河は、小さいほうの銀河が剥ぎ取られて大きいほうの銀河の一部になっている間、ほぼ同じ状態に見えるということである。
通り抜けでは、両者の質量がそれほど変わらない場合は、銀河の合体ほどには銀河の形状を乱さない。そのとき両方の銀河は、その通過後において、ほぼ物質と形状を維持している。片方の質量がコンパクトで非常に大きい場合、回転する大きな銀河を構成する星が一旦中心に引き寄せられて反対方向へ飛び出そうとするが、その後中心重力と遠心力が吊り合ってリング状となることがある。車輪銀河を始め、新しく観測されているリング状の銀河でもそのような形成の説明がなされている。
現在、銀河の衝突は、コンピューターにて頻繁にシミュレーションがなされている。そのシミュレーションには、重力、ガスの散逸、星形成、フィードバックを含んだ全ての現実的な物理学を用いている。初期の相対的な軌道のエネルギーに従って、ある地点で合体するか、または合体しない銀河のペアは、精力的な摩擦により、スローダウンさせられる。銀河の衝突のシミュレーションをした図書館が、パリ天文台のウェブサイト「ガルメール」で閲覧可能である。

## 銀河の共食い
銀河の共食いとは、ある大きな銀河による経過を指す。大きな銀河は、同伴するより小型の銀河（伴銀河）との銀河潮汐力（ちょうせきりょく）の重力的な相互作用によって小型の銀河を飲み込み、合体する。その結果、銀河はより大型化していく。
最もありふれた結果として、二つまたはもっと多くの銀河による重力的な合体は、一つの形を持つか一つの形を持たない不規則銀河になるが、楕円銀河になる場合もある。
銀河の共食いは、天の川銀河と大マゼラン雲と小マゼラン雲の間で現在起きていると、暗にそう提起されている。矮小銀河である大小のマゼラン雲から天の川銀河へと弧を描く、重力に引き寄せられた水素の流れ（マゼラニックストリーム） は、この理論の証拠になっている。

## スターバースト
銀河の衝突では、星々の規模に対しては密度は希薄なため星どうしの衝突は滅多に起こらないと考えられている。しかし、銀河にガス星雲が豊富に伴っている場合では重力によってガス星雲が急速に密度を増し、爆発的に星が誕生することがある。スターバースト銀河と呼ばれる銀河の成立過程には、このような銀河の衝突も要因として考えられている。銀河の衝突によるスターバースト銀河の内部では、元からの銀河内にあった恒星系や惑星系が、新しく誕生した恒星からの強い恒星風の影響を受けて環境が激変している可能性がある。

## 著名な相互作用銀河
| 名称                    | 種類          | 距離 （百万光年） | 等級  | 備考                               |
| ----------------------- | ------------- | ----------------- | ----- | ---------------------------------- |
| 子持ち銀河（M51）       | SAc（SB0-a）  | 37                | +8.4  | 主たる銀河と相互作用する衛星       |
| NGC 2207とIC 2163       | SAc/SAbc      | 114               | +11   | 銀河衝突の第一の位相を通過する銀河 |
| マウス銀河（IC 819/20） | S0/SB(s)ab    | 300               | +13.5 | 銀河衝突の第二の位相を通過する銀河 |
| NGC 1097                | SB(s)bc（E6） | 45                | +9.5  | 主たる銀河と相互作用する衛星       |
| 触角銀河（NGC 4038/9）  | SAc/SBm       | 45                | +10.3 | 銀河衝突の第三の位相を通過する銀河 |
| NGC 520                 | S             | 100               | +11.3 | 銀河衝突の第三の位相を通過する銀河 |

## 天の川銀河とアンドロメダ銀河の将来的な衝突
天文学者たちが立てた概算では、およそ30億年以内に天の川銀河はアンドロメダ銀河と、ぶつかり合う。その二つの渦巻銀河は、合体して一つの楕円銀河になると考えられている。

## ギャラリー

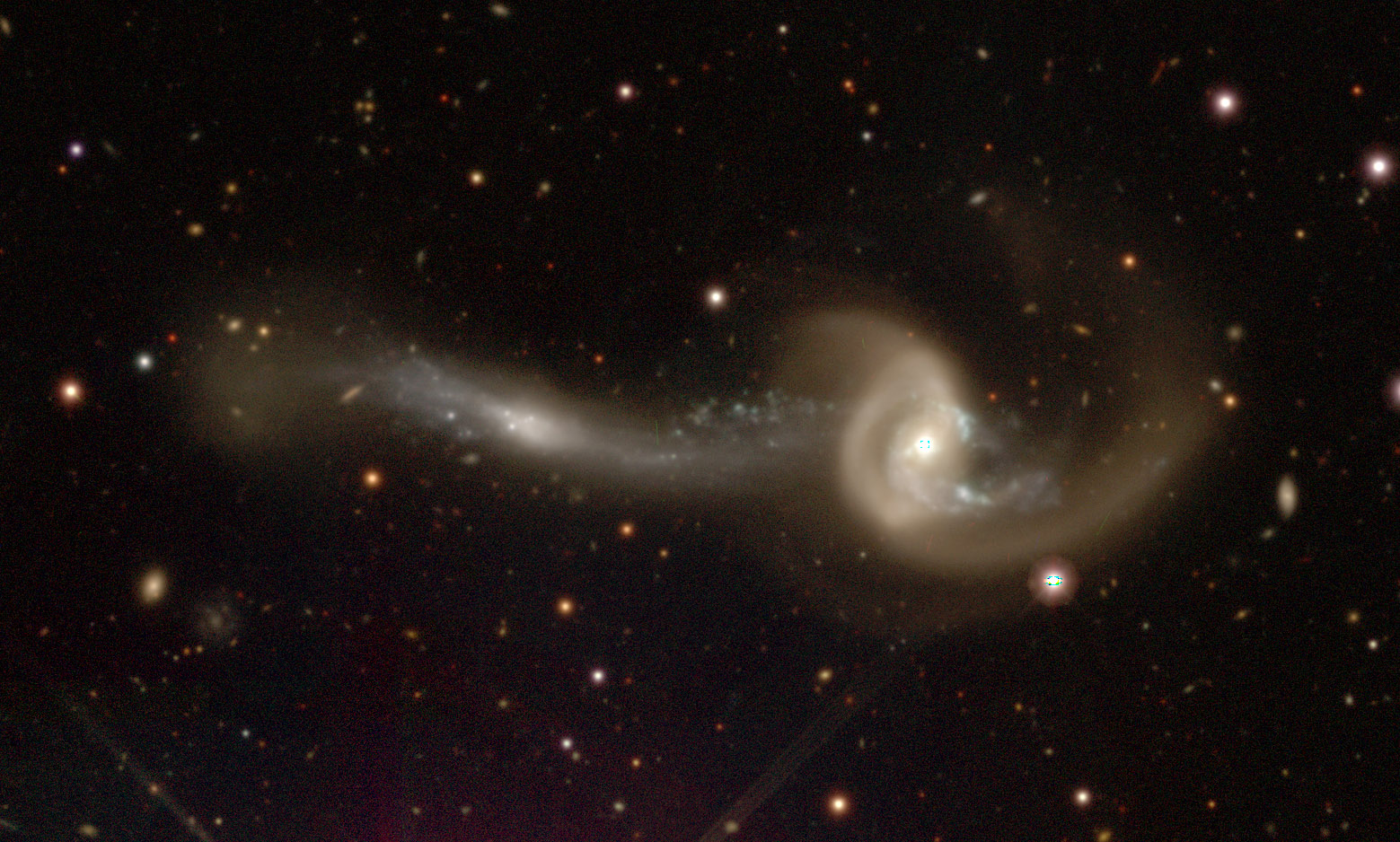
相互作用中のNGC 7714 (右) と NGC 7715（左）
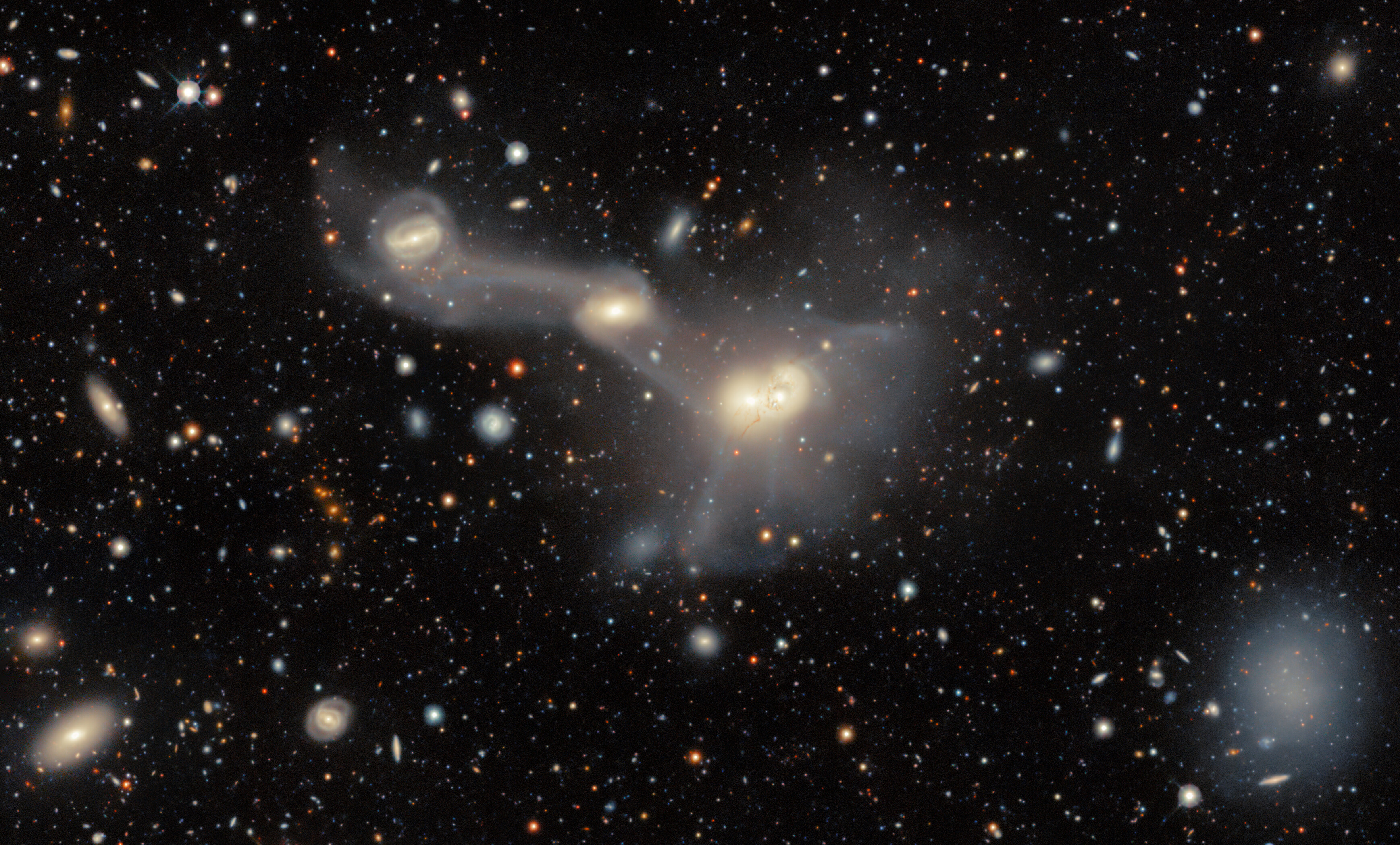
コンパクト銀河群「RSCG 55」。左から順に「Z 70-79」「IC 790」「Mrk 1325B」「NGC 4410」[6]。